# Turbo petholatus
Turbo petholatus is een slakkensoort uit de familie van de Turbinidae. De wetenschappelijke naam is gepubliceerd in 1758 door Linnaeus in de tiende editie van Systema naturae.

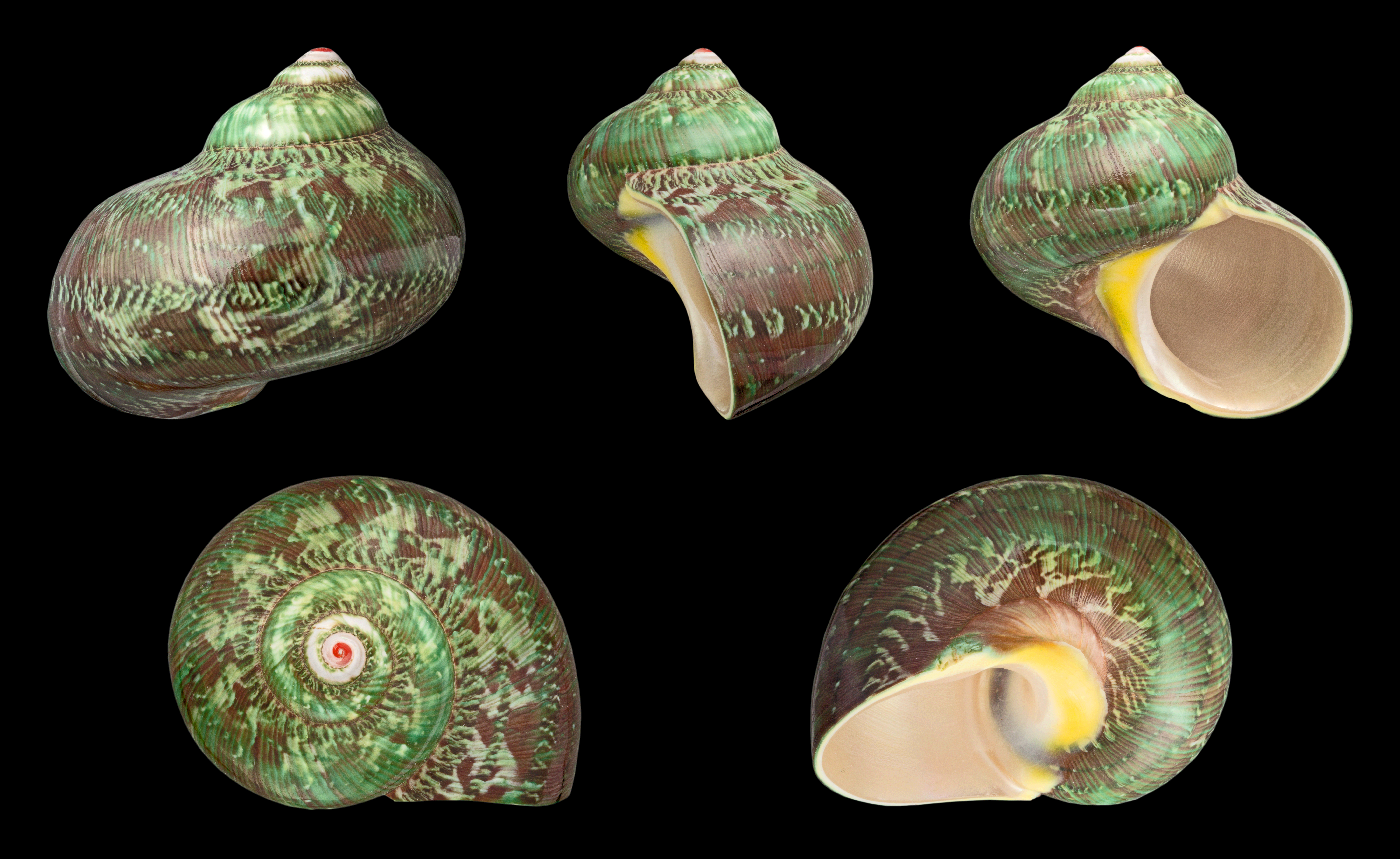
Groene vorm

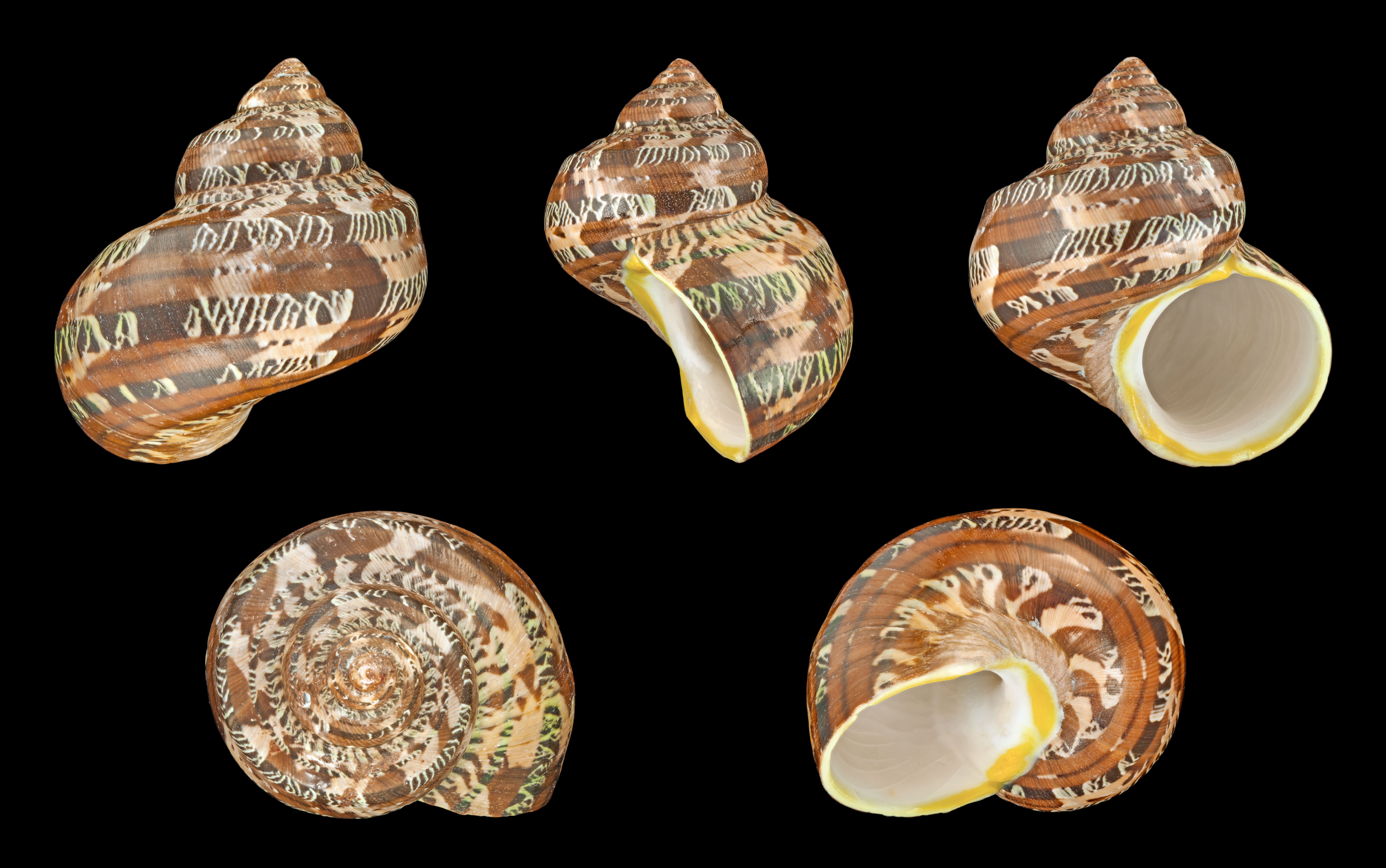
Bruine vorm